# John Redwood

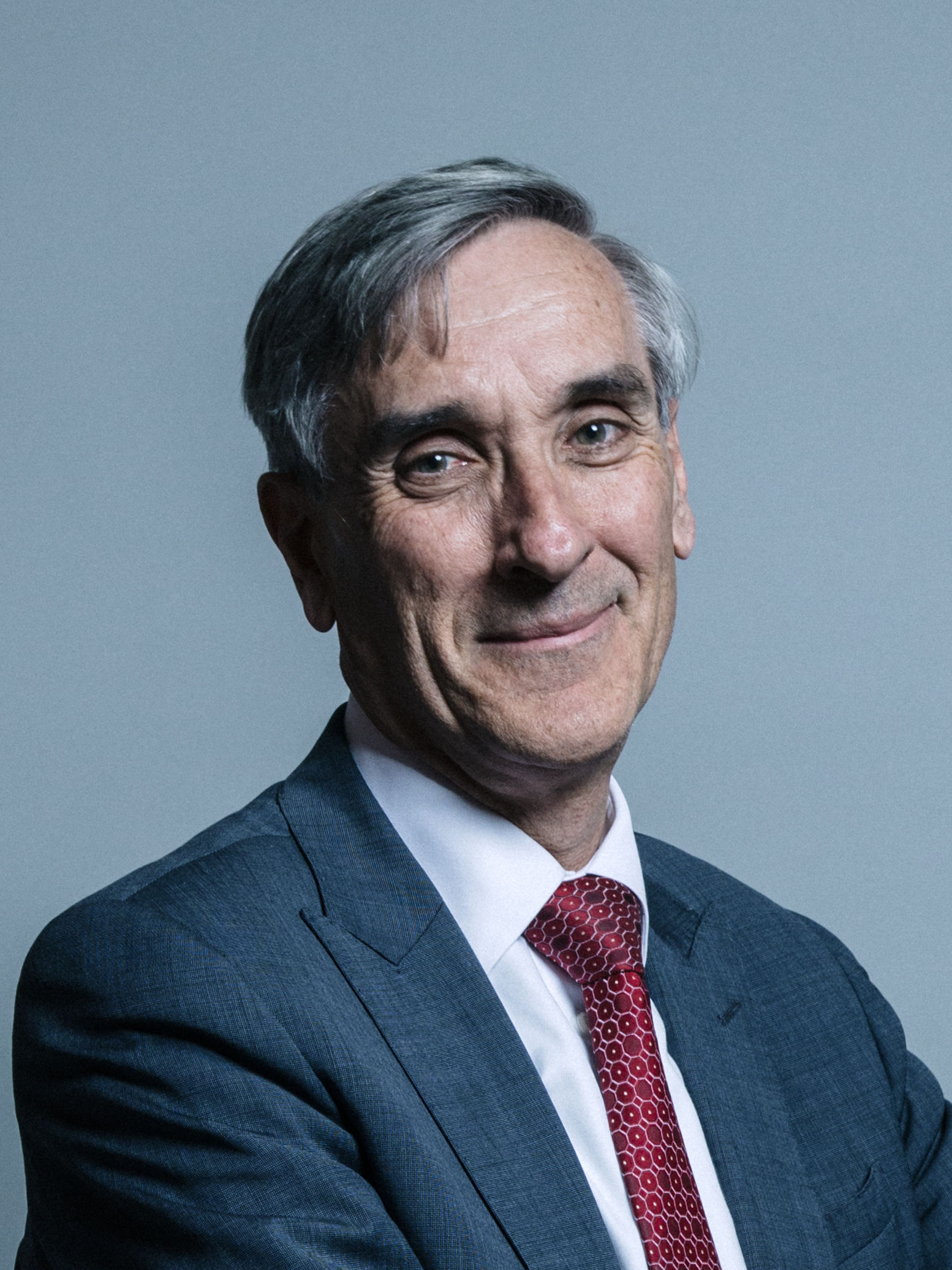
John Redwood

Sir John Alan Redwood (* 15. Juni 1951 in Dover, Kent, England) ist ein britischer Politiker der Conservative Party, der seit 1987 als Mitglied im House of Commons den Wahlkreis Wokingham vertritt und unter anderem Minister für Wales im Kabinett von Premierminister John Major war und zwei Mal ohne Erfolg für das Amt des konservativen Parteiführers kandidierte.

## Leben

### Berufliche Tätigkeiten und Unterhausabgeordneter
Nach dem Besuch des Kent College in Canterbury studierte Redwood mit Hilfe eines Stipendiums Wirtschaftswissenschaften am Magdalen College sowie am St Antony’s College der University of Oxford und war danach von 1972 bis 2004 Fellow am dortigen All Souls College. Kurz darauf begann er seine politische Laufbahn in der Kommunalpolitik und war zwischen 1973 und 1977 Mitglied des Grafschaftsrates von Oxfordshire. Später war der Fachmann für Investitionsanalysen von 1980 bis 1983 Direktor für Investitionen bei der Investmentbank N M Rothschild & Sons.
1981 kandidierte er für die konservativen Tories erfolglos bei einer Nachwahl (by-election) im Wahlkreis Southwark Peckham für einen Sitz im Unterhaus und war nach seinem Ausscheiden bei N M Rothschild & Sons von 1983 bis 1985 Leiter der Arbeitsgruppe Politik in 10 Downing Street, dem Amtssitz von Premierministerin Margaret Thatcher. Danach war er zwischen 1986 und 1987 Leiter für internationale Privatisierungen bei einem Unternehmer der Privatwirtschaft.
Bei der Unterhauswahl vom 11. Juni 1987 wurde er erstmals als Mitglied in das House of Commons gewählt und vertritt dort seither den Wahlkreis Wokingham. 1989 übernahm er sein erstes Regierungsamt als „Juniorminister“, als er zum Parlamentarischen Unterstaatssekretär im Ministerium für Handel und Industrie mit der Zuständigkeit für Corporate Affairs ernannt wurde, ehe er zwischen 1990 und 1992 Staatsminister in diesem Ministerium war.

### Minister für Wales und erfolglose Kandidaturen für die Parteiführung
Im Anschluss wurde er Minister für Kommunalverwaltung und dann bei einer Kabinettsumbildung am 27. Mai 1993 zum Minister für Wales (Secretary of State for Wales) im Kabinett von Premierminister Major. Am 26. Juni 1995 trat er von diesem Amt zurück und kandidierte ohne Erfolg gegen Major für das Amt des Parteiführers der Konservativen.
Am 19. Juni 1997 bewarb sich der überzeugte Europaskeptiker und Euro-Gegner abermals für das Amt des konservativen Parteiführers, unterlag aber diesmal William Hague, der ihn jedoch in sein Schattenkabinett berief, obwohl sich Redwood vor dem entscheidenden Wahlgang für Kenneth Clarke aussprach. In Hagues Schattenkabinett war Redwood zunächst für Handel und Industrie und dann von 1999 bis 2000 für Umwelt, Verkehr und die Regionen zuständig.
Daneben wurde er 1999 Vorsitzender des Sicherheitsdienstleisters Mabey Securities und gehörte außerdem zwischen September 2004 und Dezember 2005 auch wieder dem Schattenkabinett seiner Partei an, und zwar diesmal als „Schatten-Minister für Deregulierung“. Im Anschluss wurde er Vorsitzender der Politischen Arbeitsgruppe der Conservative Party für die Überprüfung der Wettbewerbsfähigkeit und ist außerdem seit 2010 Vorsitzender des Konservativen Wirtschaftskomitees.
Bei den Unterhauswahlen vom 6. Mai 2010 wurde er mit 52,65 Prozent der Wählerstimmen in seinem Wahlkreis Wokingham wiedergewählt und ließ damit seine Herausforderer von den Liberal Democrats und der Labour Party deutlich hinter sich, die nur 27,95 beziehungsweise 10,1 Prozent der Wählerstimmen erhielten. Bei der folgenden Unterhauswahl 2015 konnte er den Wahlkreis erneut gewinnen.
Bei dem Referendum über den Verbleib des Vereinigten Königreichs in der Europäischen Union 2016 sprach sich Redwood für einen „Brexit“ aus und in der anschließenden Diskussion um die Nachfolge von David Cameron unterstützte er Andrea Leadsom gegen Theresa May.